# راه دارخانة أب نهر (كاكان)
راه دارخانة أب نهر (بالفارسية: راه دارخانه آب‌نهر) هي قرية تقع في إيران في قسم کاکان الريفي.